# Beiroet
Beiroet (Arabisch: بيروت) is de hoofdstad, grootste stad en belangrijkste haven van Libanon. De antieke naam was Berytus.

## Geschiedenis
Tijdens de Libanese Burgeroorlog (1975-1990) werden een deel van de historische binnenstad en een grensgebied dat bekendstond als de 'green line' nagenoeg compleet verwoest. Daarvoor stond de stad vanwege haar allure bekend als het Parijs van het Oosten. Tijdens deze burgeroorlog vond ook de Aanslag op de internationale vredesmacht in Beiroet plaats die zou leiden tot de terugtrekking van een in het land gestationeerde Amerikaanse legermacht.
Inmiddels is er sprake geweest van een enorme inhaalbeweging. Zo is het grootste deel van deze stad gerestaureerd in een unieke stijl, die rekening houdt met de historische waarde van de gebouwen zonder de hedendaagse noden uit het oog te verliezen. In de World Best Awards 2006 van Travel and Leisure stond Beiroet op de 9de plaats van steden, na New York en voor San Francisco.
Op 4 augustus 2020 vond er een explosie plaats in het havengebied van Beiroet, dicht bij het centrum. Ongeveer 2750 ton ammoniumnitraat, dat al 7 jaar onveilig in een loods was opgeslagen, zou de explosie veroorzaakt hebben.

## Bevolking

Beiroet in de 19e eeuw

Het precieze aantal inwoners van de stad is onbekend, aangezien de laatste volkstelling van voor de Libanese Burgeroorlog dateert. In 1991, kort na de oorlog, bedroeg de bevolking naar schatting 1,5 miljoen personen; in 2012 bedroeg zij naar schatting 2.060.363 personen.
De stad is een van de meest gevarieerde van het Midden-Oosten, verdeeld tussen christenen (Maronieten, Melkitisch Grieks-katholieken, Grieks-orthodox, Armeens-orthodox, Armeens-katholiek, rooms-katholiek en protestants), moslims (soennieten, sjiieten) en een minderheid van Druzen. De moslims maken volgens de gegevens van het ‘CIA World factbook’ ongeveer 60% van de Libanese bevolking uit, de christenen 39%. De bevolking van Beiroet is echter thans waarschijnlijk gelijkelijk verdeeld tussen de verschillende christenen en moslimgroepen. De meeste gastarbeiders in de stad zijn Afrikaanse en Aziatische christenen, maar er is al sinds 1932 geen volkstelling meer geweest.
De meeste Joden van Beiroet zijn geëmigreerd naar de Verenigde Staten toen in 1975 de oorlog uitbrak. Zij leven nu vooral in Brooklyn, New York. Velen van hen onderhouden handelsbetrekkingen in hun oude woonplaats.
In Beiroet is er een groot contrast tussen arm en rijk. De Arabische jetset en de rijke families uit de Golfstaten laten zich graag zien in exclusieve sportwagens en de vele trendy uitgaansgelegenheden. Met name Monotstreet is "the place to be". In Beiroet gelden bovendien niet de strenge regels die in Saoedi-Arabië en andere soennitisch-islamitische landen in de regio het dagelijks leven normeren. Hoewel niet openlijk toegestaan in Libanon, vindt er in Beiroet ook prostitutie plaats, grotendeels voor de puissant rijke elite uit de Arabische wereld.
De handelaars in aandelen, juwelen, olie, goud en exclusieve producten voor de gehele markt in de Arabische wereld concentreren zich in Beiroet. Na New York, Londen, Singapore, Seoul, Frankfurt am Main en Parijs kent de stad Beiroet de hoogste creditcardbestedingen ter wereld en veel rijke inwoners.
Beiroet bleef ook na het einde van de Libanese Burgeroorlog sektarische spanningen kennen. In 2005 (na de moord op Rafik Hariri), in 2008 en in 2011-2012 kwam het tot sektarische spanningen. Anders dan in de burgeroorlog, waren de spanningen met name tussen sjiieten en soennieten, terwijl de christelijke bevolking grotendeels buiten schot bleef. Ook conflicten tussen pro-Syrische en anti-Syrische groepen vinden plaats, met name gedurende de opstand in Syrië (2011-2012). Desondanks is de stad voor Europese toeristen veilig en handhaaft het Libanese leger met de politie streng de vrede en orde.

## Economie, onderwijs en vervoer
Beiroet is het commerciële, bancaire, financiële en educatieve centrum van de regio, met eenentwintig universiteiten waaronder de Amerikaanse Universiteit van Beiroet en de Université Saint-Joseph. De medische zorg staat op een hoog peil en de stad is het centrum van de plastische chirurgie in de Arabische wereld. Sinds het Franse mandaat over Libanon is de stad ook een belangrijk centrum voor handel met de Franstalige wereld en bevinden zich talrijke katholieke Arabisch- en Franstalige onderwijsinstellingen in de stad. Vanwege haar allure, financiële kernfunctie en de Franse flair uit de mandaatperiode kreeg de stad dan ook haar bijnaam Parijs van het Oosten.
Nabij de stad bevindt zich de Internationale Luchthaven Rafik Hariri.

## Geografie en klimaat

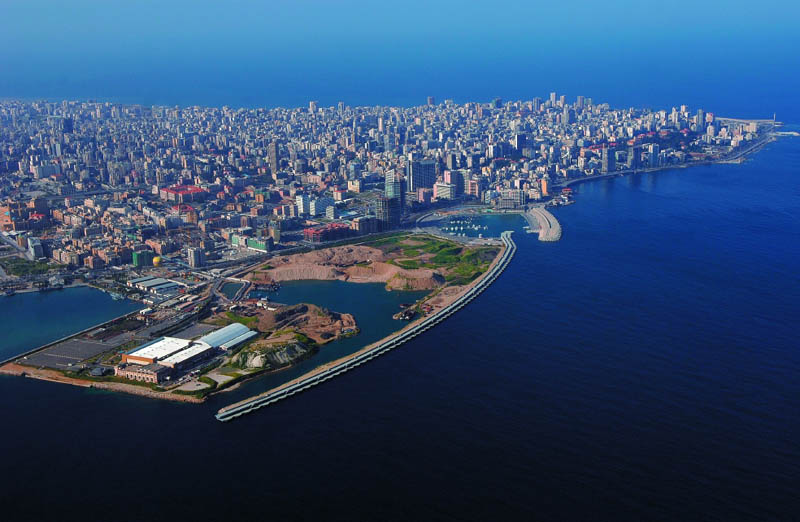
Beiroet (vooraan een voorbeeld van landwinning)

Beiroet ligt op een relatief smalle strook tussen de Libanon en de Middellandse Zee. De kustlijn is zeer divers. Zo wisselen zand- en rotsstranden elkaar af, en wordt er door de beperkte oppervlakte ook aan landwinning gedaan.
Beiroet heeft een mediterraan klimaat gekenmerkt door een hete en droge zomer, aangename lente en herfst, en een koele, regenachtige winter. Augustus is de heetste maand van het jaar met een gemiddelde temperatuur van 29 °C, terwijl januari en februari de koudste zijn met een gemiddelde temperatuur van 10 °C.

## Partnersteden
- Buenos Aires, Argentinië (sinds 2006)
- Jerevan, Armenië
- Rio de Janeiro, Brazilië
- São Paulo, Brazilië
- Vitória, Brazilië
- Montreal, Canada
- Nicosia, Cyprus
- Caïro, Egypte
- Parijs, Frankrijk (sinds 1992)
- Athene, Griekenland
- Bagdad, Irak
- Isfahan, Iran (sinds 2007)
- Istanboel, Turkije
- Dubai, Verenigde Arabische Emiraten
- Los Angeles, Verenigde Staten (sinds 2006)

## Overleden
- Farid al-Atrash (1910-1974), acteur en zanger
- Ghassan Kanafani (1936-1972), schrijver
- Sabah (1927-2014), zangeres en actrice

## Voetnoten
1. ↑  Reconstruction of Beirut, Macalester College
2. ↑  Lebanon's Reconstruction: A Work in Progress, VOA News
3. ↑  Beirut: Between Memory and Desire, Worldview
4. ↑  Top 10 Cities Overall, Travel and Leisure